# Tipula dahomiensis
Tipula dahomiensis är en tvåvingeart som beskrevs av Alexander 1920. Tipula dahomiensis ingår i släktet Tipula och familjen storharkrankar.
Artens utbredningsområde är Benin. Inga underarter finns listade i Catalogue of Life.